# Wincanton Classic 1991
De Wincanton Classic 1991 was de derde editie van deze wielerkoers in Groot-Brittannië en werd verreden op 4 augustus, in en rond Brighton, Engeland. De koers was 234,5 kilometer lang, en maakte deel uit van de strijd om de wereldbeker.

## Uitslag
| Wincanton Classic 1991 |                    |                      |            |
| Plaats                 | Naam               | Ploeg                | Tijd       |
| Winnaar                | Eric Van Lancker   | Panasonic-Sportlife  | 6u 16' 05" |
| 2                      | Rolf Gölz          | Ariostea             | + 0' 29"   |
| 3                      | Jan Goessens       | Weinmann-Eddy Merckx | + 0' 44"   |
| 4                      | Gilles Delion      | Helvetia             | z.t.       |
| 5                      | Maurizio Fondriest | Panasonic-Sportlife  | z.t.       |
| 6                      | Steven Rooks       | Buckler              | z.t.       |
| 7                      | Marc Madiot        | R.M.O.               | z.t.       |
| 8                      | Luc Leblanc        | Castorama            | z.t.       |
| 9                      | Claudio Chiappucci | Carrera-Vagabond     | z.t.       |
| 10                     | Frans Maassen      | Buckler              | z.t.       |

1989 · 1990 · 1991 · 1992 · 1993 · 1994 · 1995 · 1996 · 1997